# Raul Togni Neto
Raul ‘Raulzinho’ Togni Neto (ur. 19 maja 1992 w Belo Horizonte) – brazylijski koszykarz, występujący na pozycji rozgrywającego, reprezentant kraju, multimedalista międzynarodowych imprez, od 2023 zawodnik Fenerbahçe.
Pierwsze kroki w profesjonalnej koszykówce stawiał jako 17 latek w sezonie 2009/10 w lidze NBB. Został zauważony po imponujących występach na mistrzostwach Ameryki do lat 18. W 2010 roku był najmłodszym koszykarzem reprezentacji Brazylii na Mistrzostwach Świata, jednak prawie nie grał. W sezonie 2010/11 średnio zdobywał 12,61 punktu i notował 2,61 asyst na mecz.
W 2013 został wybrany z 47 numerem w drafcie NBA.
Wystąpił na Nike Hoop Summit w 2011.
9 lipca 2015 podpisał umowę z klubem Utah Jazz. 1 lipca 2019 opuścił klub. 11 lipca został zawodnikiem Philadelphia 76ers. 8 lipca 2022 zawarł kontrakt z Cleveland Cavaliers. 5 sierpnia 2023  dołączył do tureckiego Fenerbahce.

## Osiągnięcia
Stan na 9 października 2023, na podstawie, o ile nie zaznaczono inaczej.

### Indywidualne
- Rewelacja sezonu brazylijskiej ligi NBB (2010)

### Reprezentacja
Seniorów
- Brązowy medalista:
  - mistrzostw Ameryki Południowej (2014)
  - Pucharu Kontynentalnego Tuto Marchanda (2013)
- Uczestnik:
  - mistrzostw:
    - świata (2010 – 9. miejsce, 2014 – 6. miejsce)
    - Ameryki (2013 – 9. miejsce)

  - igrzysk olimpijskich (2012 – 5. miejsce, 2016 – 9. miejsce)

Młodzieżowe
- Wicemistrz Ameryki U–18 (2010)
- Brązowy medalista mistrzostw Ameryki Południowej U–17 (2009)
- Uczestnik mistrzostw:
  - mistrzostw świata U–19 (2011 – 9. miejsce)
  - Ameryki Południowej U–16 (2007)